# Blocatge auriculoventricular
El blocatge auriculoventricular, també anomenat blocatge AV, és un trastorn en la conducció elèctrica entre les aurícules i els ventricles cardíacs. En condicions normals, el node sinusal de les aurícules estableix el ritme cardíac, i aquests impulsos viatgen als ventricles, però en un blocatge auriculoventricular, aquest missatge no arriba als ventricles o és interromput. Això no obstant, els ventricles cardíacs tenen els seus propis mecanismes de funcionament, de tal manera que poden mantenir un ritme cardíac baix en absència d'estimulació sinusal.
El blocatge auriculoventricular està relacionat amb una fallada del nòdul sinusal, tot i que pot ser causat per fallades en altres estructures de conducció cardíaca, entre les quals s'inclou la isquèmia, l'infart o la fibrosi, i els blocatges poden ser temporals, intermitents o permanents, i també poden ser complets o parcials. Alguns blocatges auriculoventriculars de caràcter benigne es poden trobar en atletes o infants. L'estimulació intensa del nervi vague també pot produir un blocatge auriculoventricular.

## Classificació
Hi ha tres graus de blocatges AV:

### Blocatge AV de primer grau

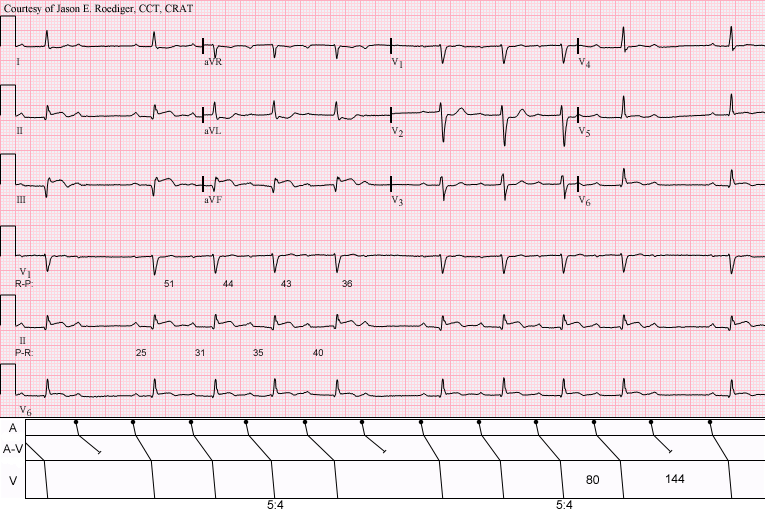
Ritme sinusal amb un infart agut inferior, al seu torn afectat per un blocatge auriculoventricular de primer grau, manifestat en la forma de 5:4 períodes de Wenckebach; reciprocitat R-P/P-R.

Quan els impulsos que passen des de les aurícules als ventricles disminueixen la seva velocitat (major de 0,2 segons)

### Blocatge AV de segon grau

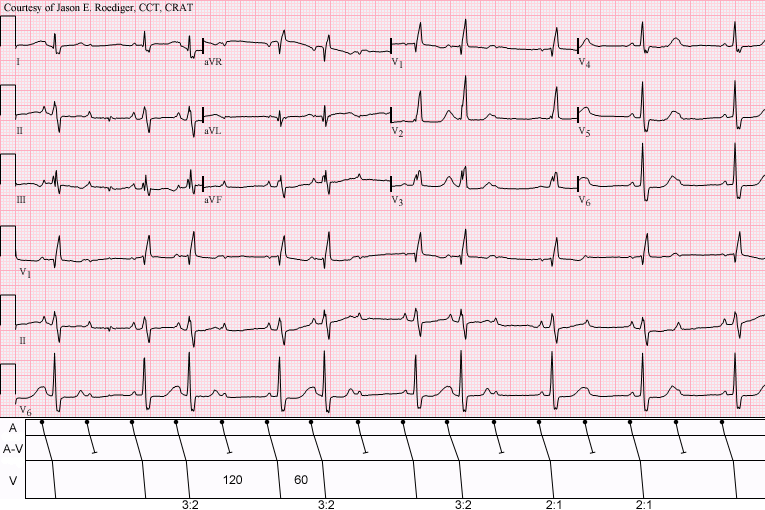
Ritme sinusal (100/min) amb blocatge auriculoventricular de segon grau, tipus 2 en una proporció de 3:2 i 2:1

Que implica que part dels impulsos enviats des de les aurícules no arriben a destí. S'expressa amb una relació numèrica (per exemple, 3:2 vol dir que de tres impulsos només arriben dos fins als ventricles). Pot ser de dos tipus:

#### Tipus 1 (Mobitz 1 o Wenckebach)
Quan s'esdevé una prolongació progressiva de l'interval cardíac, fins que finalment hi ha batecs que no tenen lloc.

#### Tipus 2 (Mobitz 2 o Hay)
Quan l'interval cardíac roman inalterat abans de l'ona P que, de sobte, no arriba als ventricles.

### Blocatge AV de tercer grau o complet

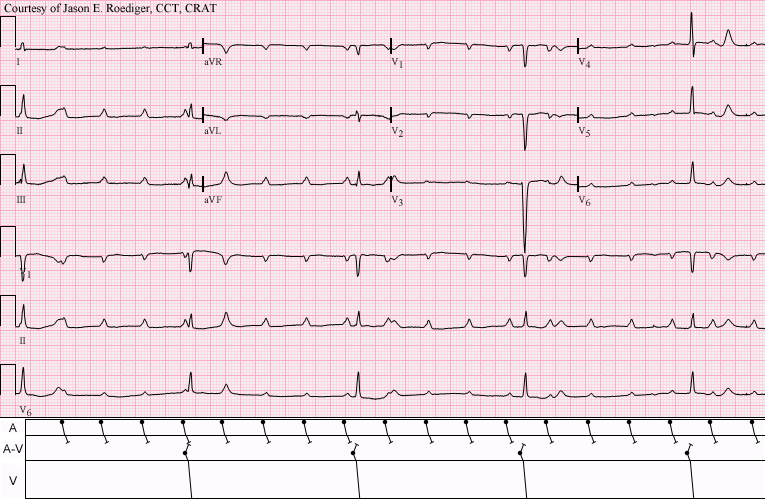
Taquicàrdia sinusal amb blocatge auriculoventricular complet.

Quan tots els impulsos de les aurícules s'interrompen i, per tant, cap arriba a ser conduït fins als ventricles.

## Diagnòstic
Els blocatges auriculoventriculars s'observen en un electrocardiograma on s'identifiquen trastorns del ritme cardíac. Específicament solen aparèixer ones P que no venen seguides d'un complex QRS, com és costum veure en l'electrocardiograma, de manera que no hi ha contracció dels ventricles. En aquests pacients se sol percebre un pols lent anomenat bradicàrdia.